# رقة (مقاطعة بشروية)
رقة (بالفارسية: رقه) هي قرية تقع في إيران في قسم رقة الريفي. يقدر عدد سكانها بـ 1,005 نسمة .